# 室女座110
室女座110，又名BD+02 2905，HD 133165、SAO 120809、HR 5601，是室女座的一颗恒星，视星等为4.4，位于銀經0.07，銀緯49.79，其B1900.0坐标为赤經14h 57m 50.8s，赤緯+2° 49.79′ 2″。